# 잘목세스
잘목세스(Zalmoxes)는 중생대 백악기 후기에 루마니아에서 서식했던 초식 공룡이다. 전체 몸 길이는 약 2.5m정도였을 것으로 추정된다. 속명은 발칸반도 신화에 등장하는 여신 잘목시스(Zalmoxis)에게서 따왔다.